# Mariah Angeliq
Mariah Angelique Pérez (Miami, Florida; 7 de agosto de 1999), conocida artísticamente como Mariah Angeliq, es una cantante y compositora estadounidense. Comenzó su carrera musical de la mano del productor Nely el Arma Secreta. Consiguió reconocimiento en 2018 al firmar con la discografía Universal Music Latin y lanzar sus sencillos «Blah», «Perreito», «Taxi» y «El makinón» con Karol G.

## Primeros años
Mariah Angelique Pérez nació el 7 de agosto de 1999 en la ciudad de Miami, Florida, en Estados Unidos, es hija de padre cubano y madre puertorriqueña. Debido a su origen el español fue su idioma natal, cuando tenía 3 años de edad no sabía hablar inglés, entonces fue cuando su madre la inscribió en una escuela de Nueva Jersey donde vivió cerca de un año, lo que hizo que aprendiera el inglés de inmediato.

### Vida privada
Se informó que Angeliq estaba saliendo con el actor Max Ehrich en noviembre de 2020.
A partir de mayo del 2021, actualmente está saliendo con el actor y músico Roshon Fegan.

## Carrera musical
Desde pequeña siempre estuvo interesada en la música. A los 16 años, conoce al productor musical Nely "El Arma Secreta" (quien ha sido el precursor de la fama artistas como el dúo Wisin y Yandel y Don Omar), quien la ingresa a su discografía Gold Star Music y con quien empieza su carrera musical apareciendo en los remixs de los sencillos «Amorfoda» de Bad Bunny y «Real Thing» de Tory Lanez.
El 10 de abril de 2018 firma un contrato con la discográfica Gold Star Music con la cual lanzó su sencillo debut «Blah», posteriormente estrena sus sencillos «Malo» y «Miénteme». El 29 de noviembre, lanzó el remix de su sencillo «Blah» junto con el rapero Casper Mágico.[cita requerida]
En el 2019 apareció en el segmento web de presentaciones en vivo de Vevo y en ese mismo año la revista Billboard la incluyó en su lista de los 10 artistas latinos que seguir durante el 2019. Después estrenó su sencillo «Perreito». Posteriormente lanzó el remix en compañía de Darell y Arcángel.
En el 2020 la artista estadounidense Mariah Carey quiso hacer una demanda en contra Mariah Angeliq por el uso del nombre artístico "Mariah", diciendo que ella no podía usar ese nombre solo, que tenía que ser Mariah "o algo". Mariah en el 2021 decidió cambiar su nombre artístico por el actual "Mariah Angeliq".

## Discografía
EP
- 2020: Normal
- 2021: La Tóxica

## Premios y nominaciones
| Año  | Premios            | Nominado   | Galardón                        | Resultado | Ref.   |
| ---- | ------------------ | ---------- | ------------------------------- | --------- | ------ |
| 2020 | Premios Lo Nuestro | Ella misma | Artista Revelación Femenino     | Nominado  | [ 10 ] |
| 2020 | Premios Juventud   | Ella misma | Nueva Generación Femenina       | Nominado  | [ 11 ] |
| 2021 | Premios Juventud   | Ella misma | Girl Power                      | Nominada  | [ 12 ] |
| 2021 | Premios Juventud   | Ella misma | Artista de la juventud femenino | Nominada  | [ 12 ] |